# Indigirita
La indigirita és un mineral de la classe dels carbonats. Rep el seu nom del riu Indigirka, en el curs superior del qual es troba el dipòsit d'or i antimoni de Sarylakh, on va ser descoberta.

## Característiques
La indigirita és un carbonat de fórmula química Mg₂Al₂(CO₃)₄(OH)₂·15H₂O. La seva duresa a l'escala de Mohs és 2.
Segons la classificació de Nickel-Strunz, la indigirita pertany a «05.DA: Carbonats amb anions addicionals, amb H₂O, amb cations de mida mitjana» juntament amb els següents minerals: dypingita, hidromagnesita, giorgiosita, widgiemoolthalita, artinita, clorartinita, otwayita, zaratita, kambaldaïta, cal·laghanita, claraïta, hidroscarbroïta, scarbroïta, caresita, quintinita, charmarita, stichtita-2H, brugnatel·lita, clormagaluminita, hidrotalcita-2H, piroaurita-2H, zaccagnaïta, comblainita, desautelsita, hidrotalcita, piroaurita, reevesita, stichtita i takovita.

## Formació i jaciments
Va ser descoberta l'any 1971 al dipòsit d'or i antimoni de Sarylakh, a la conca del riu Indigirka, a la República de Sakhà, a Rússia. També ha estat trobada a la mina Baccu Locci, a Villaputzu, Sardenya (Itàlia). Són els dos únics indrets on ha estat trobada aquesta espècie.